# Вулфинг фон Щубенберг
Вулфинг фон Щубенберг (немски: Wulfing von Stubenberg, Wülfing von Stubenberg; * 1259, Капфенберг, Щирия, Австрия; † 14 март 1318, Бамберг) е доминиканец и епископ на Лавант (1299 – 1304) и княжески епископ на Бамберг (1304 – 1318).

## Произход и духовна кариера
Вулфинг фон Щубенберг е роднина с род Хабсбург. Той е син на Вулфинг фон Щубенберг от Щирия (ок. 1220 – ок. 1280) и съпругата му Елизабет фон Ортенбург от Каринтия (ок. 1225 – след 15 март 1287).
Вулфинг следва и става магистер и доктор декреторум. През 1273 г. той е свещеник в Брук ан дер Мур, 1278 г. дворцов каплан на архиепископа на Залцбург Фридрих II фон Валхен († 1284) и през 1288 г. доминиканец. По-късно той е приор на манастир Фризах и едновременно свещеник на Брук.
През 1290 г. Вулфинг е избран за архиепископ на Залцбург, но не е одобрен. През 1299 г. е назначен за епископ на Лавант. На 31 януари 1304 г. папа Бенедикт XI го изпраща в Бамберг.
Още през 1305 г. Вулфинг назначава брат си Фридрих фон Щубенберг за хауптман на бамбергските собствености в Каринтия.
Вулфинг фон Щубенберг е погребан заедно с бамбергските епископи Еберхард I († 1040), Егилберт († 1146), Тимо († 1201) и Хайнрих II фон Щернберг († 1328) в каменен саркофаг, който днес се намира в южната стена на криптата на Бамбергската катедрала.

## Галерия
- Герб на епископството Лавант, ок. 1605
- Герб на епископството Бамберг, „Книга на гербовете“ от 1605